# 齋藤正直
齋藤 正直（さいとう まさなお、1960年4月3日 - ）は、秋田県由利郡象潟町（現・にかほ市）出身の野球指導者。

## 経歴
6歳年上の兄の影響で野球を始める。友達を誘い、秋田市内の八橋に所在する日吉八幡神社近辺の空き地で野球を楽しんだ。通学していた秋田市立旭北小学校や秋田市立山王中学校の野球チームに所属していた。
秋田高校では、強打の左打者として1年時よりレギュラー。高校在学中の3年間で甲子園大会などの全国大会出場は叶わなかった。
進学した東都大学野球の専修大学では1年の春季リーグから四番を担う。リーグでは3年と4年の秋にそれぞれ優勝し、ベストナインにも2度選出されている。1981年の明治神宮野球大会では準優勝の成績を修める。1学年上に山沖之彦、同期の外野手に定岡徹久がいた。
大学4年時にはプロ野球10球団からドラフト指名の打診を受けるも、自身の能力を客観的に評価し、拒否して、社会人野球の川崎製鉄千葉に入社。同社では選手として、12年間で都市対抗野球大会に9回出場した。1994年11月に同社の監督に就任し、3年務めた。監督時代もチームを都市対抗野球出場に導き、同郷の後藤光尊、藤田太陽らを指導した。社会人野球からは離れ、営業職として15年過ごした。
2014年3月には、母校の専修大学硬式野球部監督に就任し、学生野球で指導を行っている。